# Kasaze
Kasaze este o localitate din comuna Žalec, Slovenia, cu o populație de 827 de locuitori.